# بيل كولمان (رسام)
بيل كولمان (بالإنجليزية: Bill Coleman)‏ هو رسام أسترالي، ولد في 1922، وتوفي في 1993.